# 日比谷りこ
日比谷 りこ（ひびや りこ、）は日本のシンガー・ソングライター。血液型A型。身長160cm。
音楽ジャンルは主に歌謡曲、歌謡ポップス。｢懐かしくも新しいネオ歌謡｣｢令和歌謡｣を掲げている。平成生まれだが、中学時代から日本の歌謡曲、ロック、フォークソング、シティポップ等70年代 - 80年代を中心に聴きこんでおり、それらが本人の楽曲にも色濃く影響している。2019年、ツインキーボードユニット｢ELFI｣にてゲストボーカルとして活動。2020年、オリジナル歌謡曲『デジャヴ』をYouTubeで公開後、デジタルリリース。
SHOWROOMで「日比谷りこの昭和歌謡の部屋」を配信している。ミスiD2021ファイナリスト OZAKI賞。

## 楽曲
- デジャヴ/Sand glass
- 朱鷺色の明日

## 出演
- KANAGAWA MUSIC LAND（FMヨコハマ） - 月替わりアーティストプログラム「SPROUT!」2021年4月担当「Thursdayブギウギナイト」[3]